# Lou Pearlman

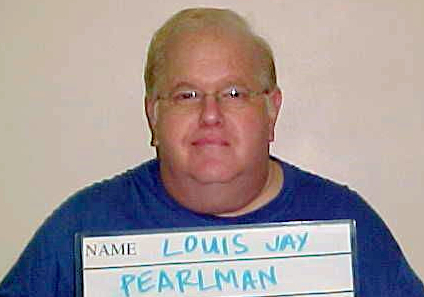
Lou Pearlman

Louis Jay „Lou“ Pearlman (* 19. Juni 1954 in New York City; † 19. August 2016 in Texarkana, Texas) war ein US-amerikanischer Geschäftsmann und Musikmanager. Er wurde bekannt als Pop-Impresario der weltweit erfolgreichen Boygroups Backstreet Boys und *NSYNC. Im Mai 2008 wurde er zu einer 25-jährigen Haftstrafe wegen Verschwörung, Geldwäsche und Insolvenzbetrugs verurteilt.

## Leben
Pearlman wurde 1954 im New Yorker Stadtteil Queens als einziges Kind der jüdischen Eltern Hyman "Hy" Pearlman, der eine chemische Reinigung betrieb, und Irene "Reenie" Pearlman, geborene Nevler, einer Schulkantinenhilfe, geboren und wuchs dort auf. Er war zunächst Manager für eine Band in seiner Heimat Flushing. Sein Cousin Art Garfunkel war offenbar der inspirierende Part während seiner Jugendzeit. Nach anfänglichen Misserfolgen in der Musikszene wandte er sich der Luftfahrt zu. Mit der Lüge, der deutsche Luftfahrtunternehmer Theodor Wüllenkemper sei sein Partner, überzeugte er Investoren, die Charter-Airline Trans Continental Airlines zu finanzieren.
Durch TransCon, wo er gelegentlich Flüge für Musikgrößen wie Michael Jackson oder Madonna vertrieb, kam er in Kontakt mit der Band New Kids on the Block, deren Erfolg ihn animierte, sich wieder dem Musikgeschäft zu widmen. Daraufhin gründete er die Musikfirma Trans Continental Records. Seine erste Band waren die Backstreet Boys, die TransCon Records mit vielen Millionen verkaufter Platten nach vorne brachten. Nochmals wurden durch dasselbe Schema mit der Boy-Band *NSYNC Millionen von CDs verkauft. Auch O-Town, eine Band, die durch die MTV-Sendung Making The Band gebildet wurde, und die vor allem in Deutschland populäre Gruppe Natural wandelten zeitweise auf den Spuren der Backstreet Boys, konnten jedoch an deren Erfolge nicht anknüpfen. Ab 2005 hatte Pearlman mit der Pop-Band US5 erneut Erfolg, besonders in den deutschsprachigen Ländern. Auf die Frage, wann das Phänomen Boybands vorbei wäre, sagte er einmal:

“I’ll tell you exactly when it’ll be over. When God stops making little girls. Until then, we’ll keep going.”

„Ich sage Ihnen genau, wann es zu Ende gehen wird. Wenn Gott aufhört, kleine Mädchen zu machen. Bis es soweit ist, machen wir weiter.“

Die von Pearlman geformten Gruppen verkauften mehr als 130 Millionen Tonträger. Er war zudem in die Vermarktung der Chippendales sowie von Pizzerien (New York Pizza Department NYPD) sowie umstrittenen Massentalentveranstaltungen involviert.

## Haftstrafe aufgrund Betrugs
Anfang 2007 wurde Pearlman vom Staat Florida und mehreren Banken wegen ausbleibender Kreditrückzahlungen in Millionenhöhe verklagt. Am 14. Juni 2007 verhaftete die indonesische Polizei Pearlman in seinem Hotel auf Bali, wo er unter falschem Namen lebte und ein deutsches Touristenpaar ihn erkannt hatte. Die indonesischen Behörden wiesen Pearlman umgehend aus und übergaben ihn dem FBI. Im März 2008 gestand er, er habe Anleger um mehr als 300 Millionen Dollar mit einem langfristigen „Ponzi-Trick“ betrogen. Pearlman wurde am 21. Mai 2008 von einem Gericht in Orlando (Florida) zu einer 25-jährigen Gefängnisstrafe verurteilt, die er allerdings durch Rückzahlung der Schadenssumme hätte mindern können.

## Tod
Pearlman starb am 19. August 2016 in Folge eines Herzstillstands in der Federal Correctional Institution im texanischen Texarkana. Er hatte bereits 2010 einen Schlaganfall erlitten.

## Dokumentationen
- 2019: The Boy Band Con: The Lou Pearlman Story (Dokumentarfilm)
- 2024: Schmutziges Pop-Geschäft: Der Boy-Band-Betrug (Dirty Pop: The Boy Band Scam) (Dokumentar-Miniserie)